# Wałcz (gmina)
Wałcz est une gmina rurale du powiat de Wałcz, Poméranie occidentale, dans le nord-ouest de la Pologne. Son siège est la ville de Wałcz, bien qu'elle ne fasse pas partie du territoire de la gmina.
La gmina couvre une superficie de 575,09 km2 pour une population de 12 683 habitants en 2016.

## Géographie
La gmina inclut les villages de Boguszyn, Brzezinki, Bukowa Góra, Chude, Chwiram, Czapla, Czechyń, Czepiec, Dębołęka, Dobino, Dobrogoszcz, Dobrzyca, Dobrzyca Leśna, Dzikowo, Glinki, Głowaczewo, Golce, Górnica, Gostomia, Iłowiec, Jarogniewie, Jeziorko, Karsibór, Kłębowiec, Kłosowo, Kołatnik, Kolno, Łąki, Laski Wałeckie, Lipie, Lubno, Ługi Wałeckie, Morzyca, Nagórze, Nakielno, Nowa Szwecja, Olszynka, Omulno, Ostrowiec, Papowo, Piława, Pluskota, Popowo, Prusinówko, Prusinowo Wałeckie, Przybkowo, Różewo, Rudki, Rudnica, Rusinowo, Rutwica, Sitowo, Smoląg, Sosnówka, Strączno, Świętosław, Szwecja, Wałcz Drugi, Witankowo et Zdbice.
La gmina borde la ville de Wałcz et les gminy de Czaplinek, Człopa, Jastrowie, Mirosławiec, Szydłowo, Trzcianka, Tuczno et Wierzchowo.